# 1618 en arts plastiques
| Années des arts plastiques : 1615 - 1616 - 1617 - 1618 - 1619 - 1620 - 1621    |
| Décennies des arts plastiques : 1580 - 1590 - 1600 - 1610 - 1620 - 1630 - 1640 |

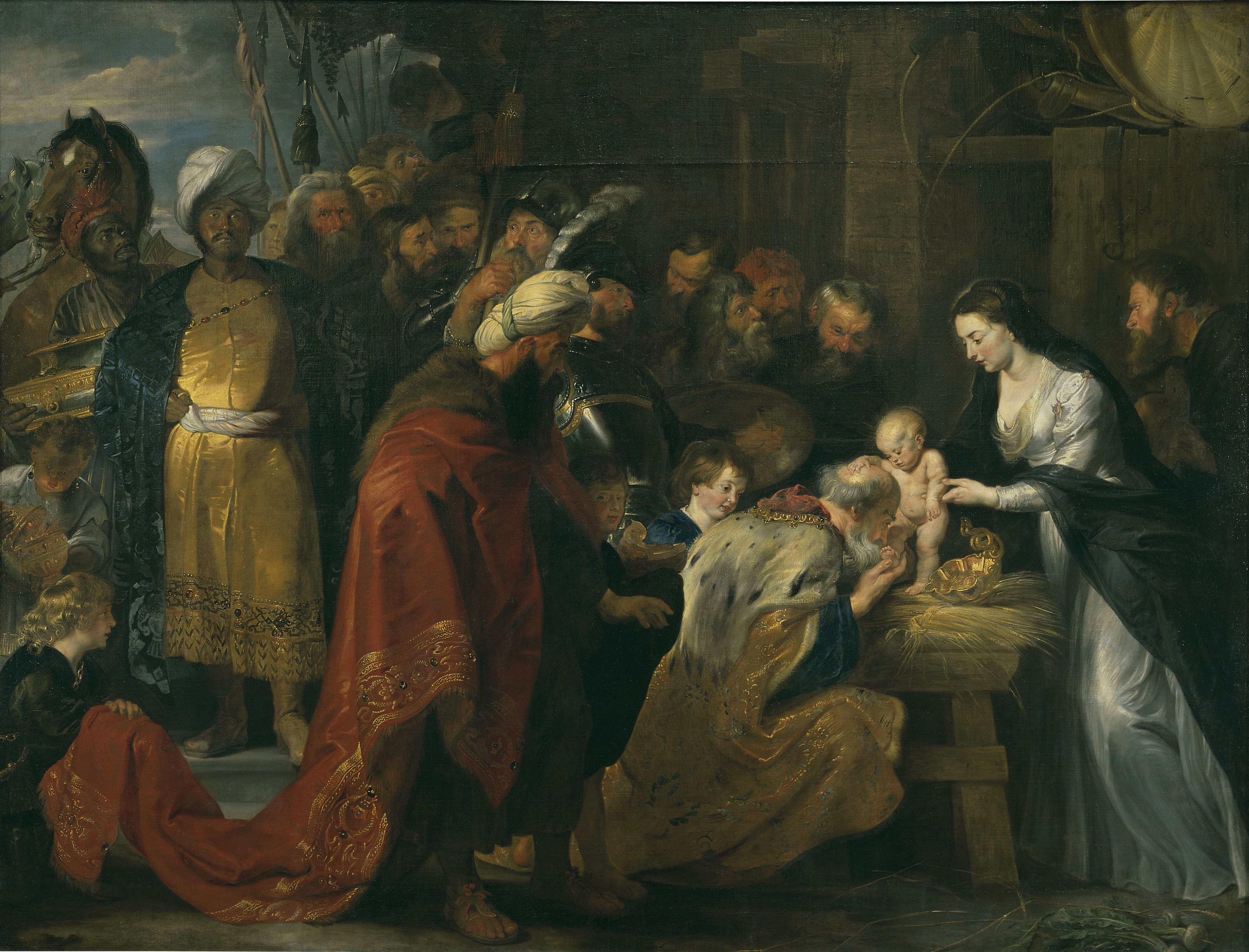
L'Adoration des mages, toile de Pierre Paul Rubens.

Cette page concerne l'année 1618 en arts plastiques.

## Œuvres
- Christ dans la maison de Marthe et Marie, huile sur toile de Diego Vélasquez
- Vieille faisant frire des œufs, huile sur toile de Diego Vélasquez
- Et in Arcadia ego, huile sur toile de Le Guerchin

## Naissances
- 14 septembre : Peter Lely, peintre néerlandais († 30 novembre 1680),
- ? :
  - Jean Hélart, peintre et décorateur français († 12 janvier 1685),
  - Hishikawa Moronobu, peintre japonais († 25 juillet 1694),
  - Christopher Paudiß, peintre baroque allemand († 1666),
- c. 1616 :
  - Philips Angel II, peintre néerlandais († ap. 11 juillet 1664).

## Décès
- 29 juin : Adriaen Collaert, dessinateur, graveur, illustrateur et éditeur flamand (° vers 1560),
- 17 septembre : Paolo Camillo Landriani, peintre italien (° 1562),
- ? :
  - Teodoro d'Errico, peintre hollandais qui fit presque toute sa carrière dans le royaume de Naples (° 1544),
  - Ambrosius Francken I, peintre baroque flamand de l'École d'Anvers (° 1544),
  - Giovanni Guerra, peintre et dessinateur italien (° 1544),
  - Unkoku Togan, peintre japonais (° 1547).